# Sabba
Il sabba (o akelarre in basco), secondo varie credenze diffuse in Europa nel medioevo e all'inizio dell'età moderna, sarebbe stato un convegno di streghe in presenza del demonio durante il quale venivano compiute pratiche magiche, orge diaboliche e riti blasfemi. Attualmente, le moderne religioni della neostregoneria e del neopaganesimo indicano con "sabba" un giorno nel quale i loro credenti si riuniscono per celebrare i riti tradizionali in onore delle antiche divinità. 

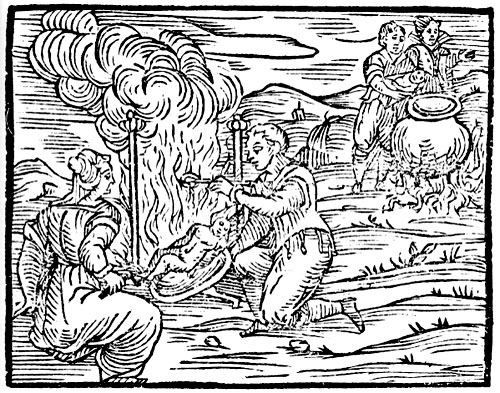
Xilografia che raffigura un banchetto durante il sabba, tratta dal Compendium maleficarum di Francesco Maria Guaccio, 1608.

## Etimologia
Il nome è un'alterazione del termine ebraico Shabbat e denota i pregiudizi antisemiti diffusi in Europa fin dall'Alto Medioevo nei confronti della religione mosaica, la quale veniva sovente accusata di consumare riti occulti e violenti. Il sabba era chiamato anche "sinagoga" e "vauderie".
Il termine "sabba" compare, forse per la prima volta, nelle carte di un processo svoltosi in Francia nel 1446.
Potrebbe però derivare anche dal Dio frigio Sabazio, onorato in rituali notturni soprattutto dalle donne in epoca antica.

## Aspetti storiografici
Fino al XIII secolo il sabba era ritenuto, secondo quanto scritto nel Canon Episcopi, l'incontro notturno e del tutto illusorio di alcune donne con la dea Diana; solo successivamente, e gradualmente, Satana si affianca a colei che presiede le riunioni (ora non più identificata solamente con Diana ma pure con Erodiade, Holda, Perchta e Madama Oriente) fino a soppiantarla in via definitiva. Già nel 1233 la decretale Vox in Rama, promulgata da papa Gregorio IX, parlava di una setta di eretici che tenevano raduni notturni ai quali presenziavano uomini sconosciuti e dove venivano adorati gatti e rospi enormi prima che gli adepti si dessero alla promiscuità sessuale. Dal 1270 in avanti si diffusero nuove e importanti opere della teologia scolastica che trattavano dei rapporti tra demòni ed esseri umani, e all'inizio del XIV secolo i Cavalieri Templari vennero accusati di riunirsi segretamente per rinnegare la fede cristiana e adorare idoli o animali viventi. A partire dal XV secolo il sabba fu considerato dalla maggior parte dei demonologi e degli inquisitori come una realtà e non più come un semplice inganno del Maligno.
La realtà del sabba è stata posta in dubbio in diverse occasioni ed in diverse epoche storiche. Si deve inoltre osservare che la credenza nella stregoneria, rintracciabile pressoché in tutte le società umane fin dall'Antichità, non sempre e non ovunque accolse la credenza nel sabba. Nell'Europa dei secoli XVI e XVII furono soprattutto le streghe francesi, tedesche e svizzere a confessare agli inquisitori di aver preso parte alle tregende, mentre quelle delle isole britanniche vennero perseguite principalmente a causa delle loro supposte pratiche di magia nera. In Italia la credenza nel sabba era tipica delle zone alpine, mentre nel Centro-sud la situazione era simile a quella dell'Inghilterra.
Nella Francia della seconda metà del Cinquecento, in piena caccia alle streghe, non era da molto che Jean Bodin aveva tacciato di ateismo ed empietà tutti coloro che dubitavano della stregoneria, quando Michel de Montaigne, nel 1588, dichiarò il suo scetticismo in materia:
(Michel de Montaigne, Saggi, Libro III, Capitolo XI)
Frattanto gli inquisitori, convinti della realtà del sabba, seguitavano a cacciare, processare e condannare le streghe. Nicolas Rèmy ammetteva che il Demonio, in alternativa al trasporto fisico delle streghe alla tregenda, potesse accontentarsi di recare loro dei sogni nei quali l'impressione di partecipare al raduno diabolico fosse vivissima, mentre non riteneva pertinenti alla materia l'estasi, le affezioni mentali e i viaggi dello spirito fuori del corpo. Pierre de Lancre sosteneva invece che le streghe potessero cadere in un'estasi di tipo diabolico simile a quella degli sciamani lapponi.
Nel 1749 Girolamo Tartarotti pubblicò il trattato Del Congresso notturno delle Lammie, entrando in modo piuttosto originale nel dibattito in corso ormai da diverso tempo sulla realtà della stregoneria e del sabba. Il Tartarotti sosteneva l'esistenza della magia diabolica ma non quella del sabba, avvalorando sotto questo riguardo il contenuto del Canon Episcopi: se la "brigata notturna da Diana e da Erodiade guidata" era una pura fantasia, non altro doveva essere anche il "Congresso notturno" delle streghe. Quanto a queste ultime, Girolamo Tartarotti ne evidenziava la provenienza dalle classi più povere, più incolte e peggio nutrite della società, sottolineando inoltre il carattere delle donne come espressamente sensibile alle illusioni e alle fantasticherie.

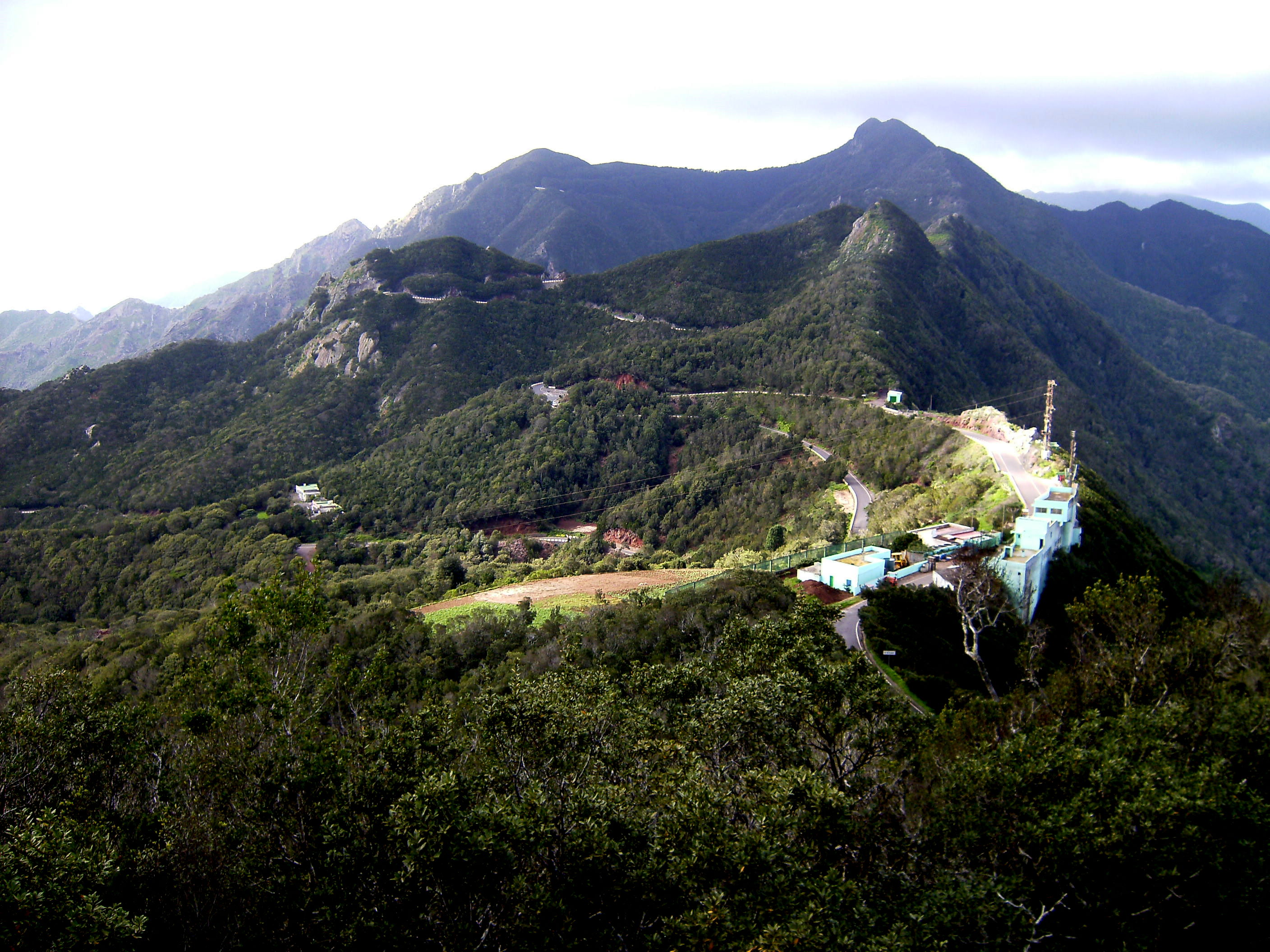
El Bailadero in Massiccio di Anaga (Tenerife). In queste montagne abbondano le leggende di streghe e sabba.

Lo storico Jules Michelet pubblicò nel 1862 La strega, un libro che avrà una certa fortuna e che contribuirà indirettamente alla riscoperta neopagana della stregoneria nel XX secolo. Ad opinione di Michelet i sabba avvennero realmente, anche se non furono ciò che per secoli venne descritto nei libri dei demonologi e verbalizzato durante i processi per stregoneria. Più precisamente: i fatti erano quelli, ma il Diavolo — inteso come spirito del Male — non c'entrava per niente. Fino al secolo XI, secondo lo studioso francese, i sabba sarebbero stati le vestigia del paganesimo tenute in vita dalle classi sociali più umili, che potevano vivere liberamente soltanto la notte. Tra il XII e il XIII secolo le danze notturne che simboleggiavano gli antichi riti precristiani avrebbero preso l'aspetto di uno sfogo contro il crescente e oppressivo potere della Chiesa e della Monarchia, fino a sfociare, nel Trecento, in una vera e propria rivolta notturna rappresentata dalla Messa nera, o Messa a rovescio, conseguenza inevitabile di due gravi eventi storici: lo Scisma d'occidente e la debolezza della monarchia francese durante la Guerra dei cento anni. Nei sabba di Michelet il popolo ritrovava quel senso di fratellanza che le ansie e le fatiche del giorno facevano dimenticare; coloro che vi prendevano parte mangiavano, danzavano, maledicevano gli ecclesiastici e i nobili e ripudiavano Dio rendendo omaggio al Diavolo, presente alla cerimonia nella forma di una statua di legno alla quale si consacrava una giovane donna. Nei secoli successivi teologi e inquisitori avrebbero perseguitato queste feste notturne in quanto prove evidenti dell'eresia diabolica. Oggi a Michelet — il quale, va ricordato, non trascurò di consultare le fonti archivistiche — vengono riconosciute alcune importanti intuizioni, come quella che spiega l'idea del sabba come un "sogno di liberazione" e un "desiderio di vendetta" delle classi subalterne (e perciò anche delle streghe — quelle realmente esistite, processate e condannate — pericolosamente attratte dalla credenza nel sabba e dall'illusione di potervi andare per davvero). Ma lo storico francese, nello scrivere il libro, aggiunse molto di suo alle informazioni che trasse dai documenti, e con non poca fantasia.
Nel Novecento, al principio degli anni venti, l'egittologa e antropologa Margaret Murray espose nel suo libro Le streghe nell'Europa occidentale una singolare ipotesi, secondo la quale la stregoneria non sarebbe stata altro che l'antica religione pagana del continente europeo professata accanto al Cristianesimo almeno fino al XVII secolo. I sabba, a parere della Murray, erano perciò i convegni che gli adepti di quella religione si davano per celebrare i propri riti. La teoria della studiosa fu però basata sulla sua personale interpretazione di singoli passaggi dei documenti riguardanti i processi per stregoneria, che avulsi dal contesto sembravano descrivere un insieme di pratiche religiose avvenute solo tra uomini e non tra uomini ed esseri soprannaturali.
La tesi di Margaret Murray, non essendo supportata da un metodo di ricerca storiografica accettabile, è stata respinta negli ultimi decenni dalla maggior parte degli studiosi dopo un esame più approfondito delle sue fonti. Lo storico Carlo Ginzburg ha però sostenuto che quella tesi, pur mancando di attendibilità, potesse contenere "un nocciolo di verità". Secondo Ginzburg le streghe processate certamente non praticavano i riti di un'antica religione, e tuttavia nelle loro deposizioni sarebbe rintracciabile, oltre al nucleo di idee magico-diaboliche suggerite loro dagli inquisitori, un residuo di conoscenze mitologiche risalente a epoche lontane entro cui il sabba si configurerebbe come un rituale sciamanico.
A parere dello storico Gustav Henningsen lo sciamanesimo non sarebbe invece il carattere peculiare di quei gruppi umani che in passato furono sospettati di stregoneria e talvolta processati sulla base di questa credenza. A differenza degli uomini e donne appartenenti a quei gruppi, lo sciamano si presenta come una figura ben distinta e soprattutto unica nel suo ruolo all'interno della comunità in cui vive; inoltre, la sua entrata nello stato di estasi è del tutto volontaria. Con la sola eccezione di Pierre de Lancre, non sembrerebbe poi che gli inquisitori fossero comunemente portati ad associare lo sciamanesimo alle pratiche stregoniche là dove riscontravano entrambi i fenomeni. Nella regione del Finnmark, che in Età Moderna conobbe cacce alle streghe piuttosto intense, i norvegesi vennero accusati in numero maggiore rispetto ai lapponi, presso i quali lo sciamanesimo era una realtà evidente.

## Descrizione
Le fonti archivistiche e bibliografiche sulle quali gli storici studiano il sabba sono date in larga parte dai verbali dei processi per stregoneria e dai trattati demonologici, oltre che dai documenti religiosi di carattere dottrinale e disciplinare (come le bolle papali e le istruzioni sul modello del Canon Episcopi). Fra i trattati sono di particolare interesse il Malleus Maleficarum (1486 o 1487) di Jacob Sprenger e Heinrich Kramer, la Démonomanie des Sorciers (1580) di Jean Bodin, la Daemonolatreia (1595) di Nicolas Rémy, il Tableau de l'inconstance des mauvais anges et démons (1612) di Pierre de Lancre e il Compendium maleficarum (1608 e 1626) di Francesco Maria Guaccio.
Il sabba si svolgerebbe principalmente nel giorno di sabato e, più precisamente, durante la notte tra sabato e domenica; ma le opinioni al riguardo non sono sempre concordi, come avviene del resto per tutti gli altri aspetti di questa credenza. Jean Bodin scrisse di un sabba tenutosi nella notte di un lunedì, mentre altre fonti collocano questi raduni nella notte del venerdì; non mancano poi testimonianze di sabba diurni. Anche le notizie sulla loro frequenza variano sensibilmente, tanto che oggi si può distinguere tra sabba "ordinari" (settimanali) e sabba "ecumenici" (trimestrali o quadrimestrali). Quanto al numero dei partecipanti, si va dalle radunanze di poche decine di persone ai sabba dove prendono parte migliaia di streghe.
Le streghe giungono al luogo prestabilito volando a cavallo di un animale, sopra un bastone, una panca, una pentola o una scopa; talvolta, come scrisse Martin Delrio, addirittura per mezzo di una forca. Prima del volo, le streghe sono solite ungersi con del grasso di bambino o con altri unguenti magici che consentono loro di librarsi in aria e di trasformarsi, all'occasione, in creature mostruose o animali. Il Delrio sosteneva che l'unguento non ha nessun potere e serve solo a proteggere le streghe dal tocco del Demonio, l'unico a possedere la forza soprannaturale per "trasportarle" al sabba. Il teologo fiammingo riteneva inoltre che esistessero quattro maniere diverse per recarsi alla tregenda, ossia la pura e semplice immaginazione, il viaggio a piedi, il volo demoniaco e un quarto modo sconosciuto alle stesse streghe.

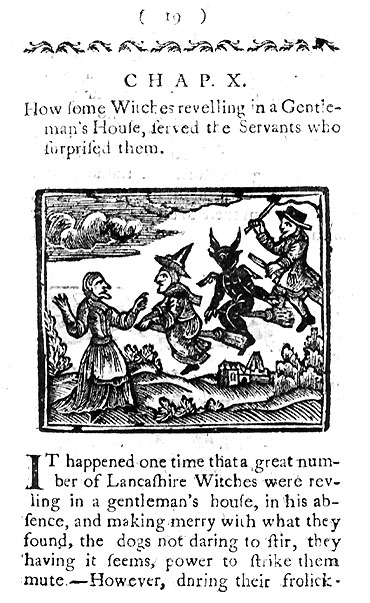
Incisione che raffigura le streghe in volo verso il sabba, presente nel libro The Famous History of Lancashire Witches, 1780

Giunte sul luogo della riunione, le streghe trovano il Demonio ad attenderle, che loro salutano con l'osculum infame e a volte anche con un bacio sul piede sinistro o sui genitali, offrendogli candele nere e ombelichi di bambini. Il sabba si tiene di solito a un crocicchio, in un cimitero, sotto una forca, ma più frequentemente in posti assai remoti come la vetta di una montagna (il Tonale, il Blocksberg) o una radura (il Noce di Benevento); qualche volta le streghe si sono date raduno anche in un precipizio. Il Diavolo è presente seduto su un trono di ebano ed ha quasi sempre fattezze mostruose, metà uomo metà capro, provvisto di corna, talora anche di artigli come quelli degli uccelli.
Prima di iniziare la festa, Satana accoglie le nuove adepte e fa loro praticare l'apostasia. Il rito comporta il rinnegamento della religione cristiana e il compimento di atti nefandi quali la parodia della messa, le bestemmie o il calpestamento di croci, ostie o altri oggetti sacri. Per dileggiare l'eucaristia alle streghe vengono dati dei pezzi di cuoio e bevande nauseabonde che vorrebbero imitare la comunione sotto le due specie. La cerimonia dell'apostasia prevede in qualche caso un giuramento di fedeltà al Demonio compiuto ponendo la mano su un misterioso libro pieno di "occulte scritture". Segue poi il rito dell'adorazione: le streghe si mettono in ginocchio davanti a Satana tenendo le mani tese dietro la schiena con le palme rivolte verso il basso. Un altro rito del sabba consta nell'apposizione di un marchio da parte di Satana in persona sul corpo dei suoi adepti, una sorta di nuovo battesimo nella fede diabolica. Durante i processi per stregoneria tale marchio veniva pazientemente cercato dagli inquisitori e, in genere, veniva da loro individuato in una parte insensibile alle punture effettuate con degli spilloni sul corpo degli accusati.
In seguito il Demonio dà il via all'orgia e i convitati si accoppiano tra di loro, senza distinzione di sesso e di parentela. Sempre secondo le fonti principali, nel corso di questi rapporti non si prova alcun piacere sessuale, il coito satanico sarebbe particolarmente cruento e devastante e il seme del Demonio freddo come il ghiaccio. Esistono tuttavia alcune descrizioni dell'orgia diabolica che contrastano nettamente con questa prima versione, e probabilmente la più significativa è quella riportata dall'inquisitore francese Pierre de Lancre nel trattato Tableau de l'inconstance des mauvais anges et démons (1612). De Lancre fu cacciatore di streghe nel Labourd, sui Pirenei francesi, e nel suo libro parlò di due giovani streghe — Jeanne Dibasson e Marie de la Ralde — che descrissero il sabba come luogo di straordinari piaceri carnali.
Dopo l'orgia comincia il banchetto, caratterizzato dalla presenza di carne di bambini non battezzati, di carne d'impiccati oppure di vivande succulente, che però non sempre hanno sapore; i cibi ingeriti, tra l'altro, vengono magicamente rigenerati alla conclusione del pasto. Al banchetto fanno seguito la danza ed il canto accompagnati da una musica stridente e dal ritmo ossessivo. Il ballo procede descrivendo un cerchio e i partecipanti danzano schiena contro schiena, così da non potersi guardare in viso. Al termine del sabba (che avviene alla mezzanotte, o in ogni caso al canto del gallo) il Diavolo distribuisce pozioni e polveri magiche e conferisce poteri soprannaturali ai partecipanti, in modo da consentire loro di compiere malefici quando torneranno alle loro dimore. Jean Bodin descrisse una versione insolita della conclusione del sabba secondo la quale, dopo un ultimo bacio blasfemo dato al Demonio reggendo una candela accesa, questi prenderebbe fuoco e le sue ceneri verrebbero raccolte dalle streghe per utilizzarle nei loro malefici.

## Nella cultura di massa
I riti sabbatici sono stati spesso descritti attraverso varie forme artistiche, dalla letteratura, alla pittura (ad esempio attraverso dipinti di Goya), alla musica (basti pensare al Faust di Goethe - musicato da Charles Gounod e ripreso da Hector Berlioz ne La dannazione di Faust - al Mefistofele di Arrigo Boito o a Una notte sul Monte Calvo di Modest Petrovič Musorgskij).

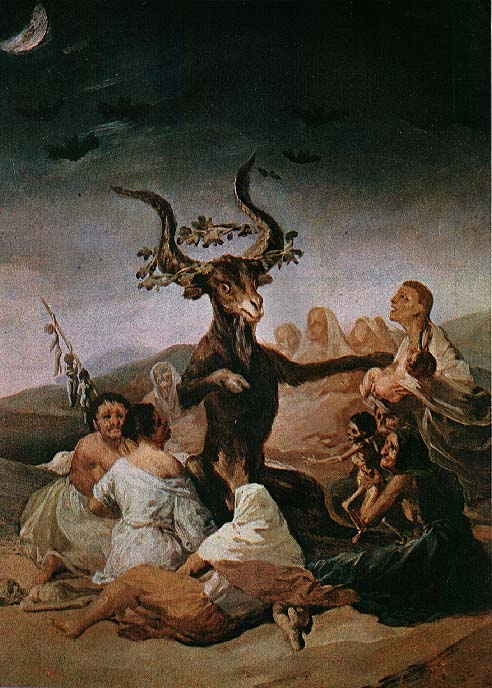
Il grande caprone, raffigurazione del sabba ad opera di Francisco Goya, 1795

Il sabba, associato alla stregoneria, ha avuto un impatto significativo nell'arte, evocando immagini di mistero, paura e trasgressione. Le prime rappresentazioni artistiche delle streghe risalgono al Rinascimento, dove pittori fiamminghi e incisori ritrassero le streghe come personaggi delle credenze popolari, ma anche come simboli di potere, ribellione e paura verso l'ignoto. Queste figure venivano spesso associate a rituali notturni e occulti, nei quali le streghe erano ritratte in contesti di danze demoniache e orgiastiche, a simboleggiare il caos e la trasgressione.
Il concetto di sabba ha radici più profonde, legate a riti agricoli e cicli stagionali, ma con l’avvento del cristianesimo e la sua assimilazione nel contesto di Ognissanti, il sabba divenne un tema carico di tensioni religiose e morali. Durante il Rinascimento, il sabba cominciò a essere associato alla figura del diavolo, con le streghe che venivano dipinte come protagoniste di rituali satanici e blasfemi. La strega, incarnazione del male, rappresentava anche la sfida contro le convenzioni sociali e religiose. Gli artisti esplorarono la figura della strega per riflettere le ansie sociali e culturali del loro tempo, come si evince dal Malleus Maleficarum del XV secolo, che descriveva i riti delle streghe. Con l'arrivo del Romanticismo Nero nel XVIII secolo, il sabba assunse una dimensione più sensuale e inquietante, caratterizzata da un immaginario che univa l’oscurità e la passione. Questo periodo influenzò successivamente i simbolisti e i surrealisti, che continuarono a esplorare le tematiche della stregoneria e dell’occulto in modo più astratto e metaforico.
Le rappresentazioni artistiche del sabba si sono così evolute, passando dall’immagine di rituali demoniaci e persecutori a quella di una forza primordiale, in cui le streghe sono spesso viste come figure di sfida e liberazione. L’arte ha continuato a riflettere queste trasformazioni, esplorando il mistero e l’ambiguità della figura della strega e del sabba attraverso i secoli.